# O Camelô da Rua Larga
O Camelô da Rua Larga é um filme brasileiro de comédia no estilo "chanchada", dirigido por Eurides Ramos para a Cinedistri. Números musicais dirigidos por Hélio Barrozo Netto (também Diretor de Fotografia e Montagem) com Nelson Gonçalves (canta "Escultura"), Maysa (canta "Ouça"), Eloína e Julie Joy. Orquestração de Radamés Gnatalli.

## Elenco
- Zé Trindade...Vicente, o camelô
- Maria Vidal...Dona Bébé, a dona da pensão
- Renato Restier...Geraldão
- Nancy Wanderley...Aurora
- Zezé Macedo...Possidônia
- Humberto Catalano...Totó (creditado como "Catalano")
- Teresinha Amayo...Nancy
- Mara di Carlo...Alice
- Eloína...Virgínia
- Allan Lima...Fernando
- Wilson Grey...Gringo
- Rodolfo Arena...Rafael
- Aguinaldo Rocha
- Armando Nascimento...Joaquim
- Rosa Sandrini...Geraldina
- João Péricles...Investigador
- Virgínia Moreira
- Rafael Pellegrini
- Virgínia da Conceição...Sidósia
- Miriam Moema...Myrian (creditada como "Myrian")

## Sinopse
No Rio de Janeiro em época de inflação e falta d'água, Vicente é um camelô de mercadorias contrabandeadas que vive perseguido pela polícia (o "rapa"), o que atrapalha suas vendas e o deixa sempre em dificuldades financeiras. Dona Bebé, a viúva dona da pensão, lhe cobra oito meses de aluguel atrasado e a noiva há dez anos, a costureira Aurora, quer  que ele mude de emprego. Ela trabalha na boate do vigarista Rafael e tenta arrumar emprego para Vicente com o namorado da vedete Virgínia, o Geraldão. Mas Vicente e Aurora não sabem que Geradão é um perigoso bandido que espalha milhões em dinheiro falso com a ajuda de Rafael. O camelô acaba sendo confundido com o falsário e tanto os bandidos como a polícia começam a persegui-lo.